# Río Santa Engracia
El río Santa Engracia (en euskera Santa Engrazia, en parte de su tramo conocido como Undabe o Undebe) se encuentra en el País Vasco (España) y es uno de los afluentes del río Zadorra, afluente a su vez del Ebro. Tiene una longitud de 27 km.
Nace en las inmediaciones del puerto de Barazar, en parque natural del Gorbea, en el límite entre Álava y Vizcaya, a una altitud de 620 m s. n. m. Durante la primera parte de su recorrido, es conocido como río Undebe. Constituye el límite entre ambas provincias hasta llegar al pueblo de San Juan, en Ubidea, cuando se interna definitivamente en Álava. Aquí discurre separando los términos municipales de Cigoitia y Villarreal de Álava hasta llejar a la altura del monte San Bernabé o Pagadoi, cuando se interna definitivamente en Villarreal de Álava y aparece la cola del embalse de Urrúnaga. Poco después toma el nombre ya de Santa Engracia. Desemboca en el río Zadorra, aguas abajo del embalse, a unos 510 m s. n. m., ya en Vitoria (en el límite con Arrazua-Ubarrundia). Sus principales afluentes son los ríos Urquiola, Iraurgi, Olaeta y Albiña. Tiene una cuenca de unos 200 km².
El elemento principal de su cauce es el embalse de Urrúnaga, construido en 1957, que recibe las aguas no solo del Santa Engracia sino también del Urquiola. Este pantano, junto con el cercano embalse de Ullíbarri-Gamboa, forma el lugar de importancia comunitaria Embalses del sistema del Zadorra, declarado Zona de Especial Conservación (ZEC), en junio de 2015.
Aparece descrito en el séptimo volumen del Diccionario geográfico-estadístico-histórico de España y sus posesiones de Ultramar de Pascual Madoz de la siguiente manera:

ENGRACIA (Sta.): r. que nace en los montes de Ubidia ó Ubidea, prov. de Vizcaya, part. jud. de Durango, dirigiendo su curso desde aquel punto hasta el monte Urizar; pasa luego por debajo de la ermita de Sta Engrancia que le da nombre al introducirse en Alava; baña el térm. de Elosu y otros varios lug. de la jurisd. de Villarreal, y continuando su curso hácia Urrunaga, se incorpora con otro mas considerable que no tiene nombre, y juntos entran en el Zadorra en la jurisd. de Mendivil: lo cruzan 2 puentes; cria truchas, barbos, loinas, anguilas y otros peces.
(Madoz, 1847, p. 483)